# جورج ويليام سميث (سياسي)
جورج ويليام سميث (بالإنجليزية: George William Smith)‏ هو سياسي أمريكي، ولد في 1762 في مقاطعة إيسكس في الولايات المتحدة، وتوفي في 26 ديسمبر 1811 في ريتشموند في الولايات المتحدة. نشط حزبياً في الحزب الجمهوري الديمقراطي. وقد انتخب حاكم فرجينيا ‏ (15 يناير 1811 – 19 يناير 1811).